# مارتن كروزار
مارتن كروزار (بالألمانية: Martin Kreuzer)‏ (و. 1962  م) هو رياضياتي، وأستاذ جامعي، ولاعب شطرنج، ولاعب شطرنج بالمراسلة ‏ ألماني، ولد في إيلاشتاين.

## التعليم
تعلم في جامعة كوينز، وتعلم في جامعة برانديز
.

## روابط خارجية
- مارتن كروزار على موقع الاتحاد الدولي للشطرنج (الإنجليزية)
- مارتن كروزار على موقع مباريات الشطرنج (الإنجليزية)
- مارتن كروزار على موقع 365Chess.com (الإنجليزية)
- مارتن كروزار على موقع Chesstempo.com (الإنجليزية)
- مارتن كروزار على موقع اتحاد المراسلات الدولية للشطرنج (الإنجليزية)